# Distretto di El Ancer
Il distretto di El Ancer è un distretto della provincia di Jijel, in Algeria.

## Comuni
Il distretto di El Ancer comprende 4 comuni:
- El Ancer
- Djemaa Beni Habibi
- Bouraoui Belhadef
- Kheïri Oued Adjoul